# Celloconcert in Bes groot (C.P.E. Bach)
Het Celloconcert in Bes groot, Wq 171/H436 is een compositie van Carl Philip Emanuel Bach geschreven in het jaar 1753.
Het werk bestaat uit drie delen:
1. Allegretto
2. Adagio
3. Allegro assai

De cello wordt begeleid door een strijkorkest en een klavecimbel. Het stuk heeft een duur van om en nabij de 25 minuten.